# Галерија АРТ Крагујевац
Галерија АРТ Крагујевац једна је од најстаријих приватних галерија у Србији.
Налази се у улици Бранка Радичевића 20 у Крагујевцу.

## Историјат
Галерија АРТ Крагујевац је основана 1994. године. Од 2010. је започела са излагачком делатношћу и до данас су реализовали тридесетак пројекта значајних за локалну заједницу и шире.
У Галерији Куће Војновића Културног центра Инђија су представили двадесет пет слика насталих током ликовне колоније у Буљарицама коју ова галерија традиционално организује. Изложени су радови Александра Цветковића, Браце Ђурковића, Бранка Миљуша, Данице Басте, Милутина Копање, Милице Којчић, Милоша Шарића, Мише Вемића, Бојана Оташевића и других од 4. до 18. новембра 2016.
Град Крагујевац је Галерију АРТ прогласио 2013. године за галерију од изузетног значаја за културу града.